# Redstone Arsenal
Redstone Arsenal es un lugar designado por el censo y base militar ubicado en el condado de Madison en el estado estadounidense de Alabama. En el año 2000 tenía una población de 2365 habitantes y una densidad poblacional de 118 personas por km².

## Demografía
En el 2000 la renta per cápita promedia del hogar era de $35,435, y el ingreso promedio para una familia era de $40,208. El ingreso per cápita para la localidad era de $14,860. Los hombres tenían un ingreso per cápita de $29,053 contra $24,063 para las mujeres.

## Geografía
Redstone Arsenal se encuentra ubicado en las coordenadas 34°41′3″N 86°39′15″O / 34.68417, -86.65417. Según la Oficina del Censo, la localidad tiene un área total de 20,37 km² (7,9 mi²).